# Boris Premužič
Boris Premužič (Ljubljana, 26 de desembre de 1968) va ser un ciclista eslovè, que fou professional entre 2000 i 2005. Els seus majors èxits esportius foren el Campionat d'Eslovènia en ruta de 2002 i una Volta a Eslovènia.

## Palmarès
- 1993
  - 1r a la Volta a Eslovènia
- 1995
  - Vencedor d'una etapa de la Volta a Eslovènia
- 1997
  - Vencedor d'una etapa de la Volta a Eslovàquia
- 2000
  - Vencedor de 2 etapes del Volta a Croàcia
- 2002
  -  Campió d'Eslovènia en ruta